# Ấp Bắc-i csata

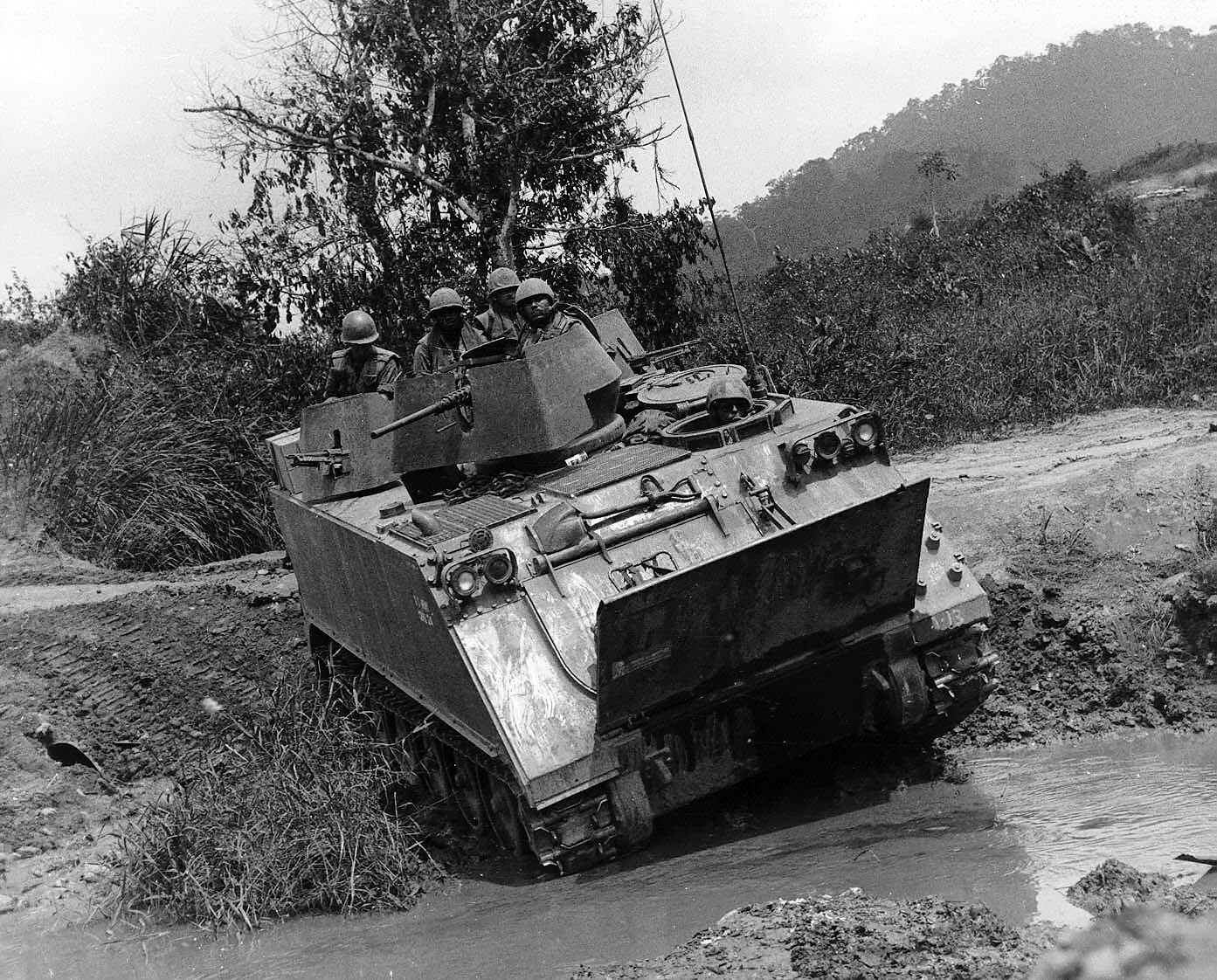
M113 páncélozott jármű Vietnamban, 1966

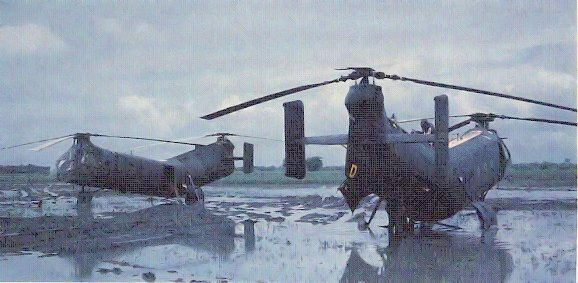
Két amerikai CH-21 helikopter

Ấp Bắc ostroma a vietnámi háború egyik első ütközete volt, ami 1963. január 2-án zajlott le. Az amerikai erők rajta akartak ütni a Vietkong egységein, ám az akció sikertelenül végződött. Az amerikai és dél-vietnámi egységek nagy veszteségeket szenvedtek, az USA elvesztett az ütközet alatt több helikoptert, míg a Viet Kong veszteségei elég csekélyek voltak. Ez volt az első csata, ahol a vietnámi háború alatt a Viet Kong ilyen mértékben le tudta győzni az Egyesült Államokat.
Az összecsapás sikerének híre rendkívül pozitív hatással volt a Vietkong népszerűségére nézve, így addig nem látott mértékben jelentkeztek újoncok a soraikba.